# Південносибірська раса
Південносибірська, туранська раса — одна з перехідних (змішаних) між європеоїдною та монголоїдною рас, яка склалася у процесі їх змішування на півдні Сибіру, у Казахастані та Середній Азії. Характерна для багатьох народів азійської частини колишнього СРСР (казахи, каракалпаки, киргизи, частина узбеків, власне алтайці, телеути, теленгіти, деякі групи хакасів), Монголії (казахи, хотони) та Північного Заходу Китаю (уйгури, салари). Для раси властиві ущілене, широке та високе обличчя, середньовиступаючий ніс, послаблений ріст бороди, темне забарвлення волосся та очей, брахікефалія (короткоголовість), середній зріст.
У класифікаціях відомого радянського антрополога В. П. Алексєєва південносибірська локальна раса входить до азійської гілки східного америко-азійського стовбура та поділяється на наступні групи:
- Алтайо-Саянська група популяцій;
- Казахстанська група популяцій;
- Притяншаньська група популяцій[1].

Такої ж думки притримувався і М. Г. Абдушелішвілі.

## Походження
Південносибірська раса має змішане походження. Такий висновок обґрунтовується достатніми даними анропологічних досліджень давніх періодів. Початок змішування європеоїдів та монголоїдів у євразійських степах упевнено датується серединою І тисячоріччя до н. е. Відтоді можна провести безперервну лінію наступництва до сучасних груп південносибірського антропологічного типу.